# Greatest Hits (Blink-182)
Greatest Hits is een verzamelalbum van de Amerikaanse poppunk-band blink-182. Het album werd uitgebracht op 31 oktober 2005. Tevens bestaat er een gelijknamige DVD die de nummers met videoclips bevat.

## Tracklist
1. "Carousel" - 3:11
2. "M+M's" - 2:35
3. "Dammit" - 2:46
4. "Josie" - 3:05
5. "What's My Age Again?" - 2:29
6. "All the Small Things" - 2:51
7. "Adam's Song" - 4:07
8. "Man Overboard" - 2:46
9. "The Rock Show" - 2:51
10. "First Date" - 2:51
11. "Stay Together for the Kids" - 3:52
12. "Feeling This" - 2:53
13. "I Miss You" - 3:47
14. "Down" - 3:13
15. "Always" - 4:17
16. "Not Now" - 4:23
17. "Another Girl Another Planet" - 2:41